# Élections régionales de 2015 à Laâyoune-Sakia El Hamra

Carte de la région.

Les élections régionales à Laâyoune-Sakia El Hamra se déroulent le 4 septembre 2015.

## Résultats

### Global
|                          | Hamdi Ould Rachid        | PI                       | 45 973  | 46,04 | 20 |  |  |
|                          | Mohamed Razma            | RNI                      | 17 592  | 17,62 | 9  |  |  |
|                          | Mohamed Lamine Dida      | PJD                      | 9 423   | 9,48  | 2  |  |  |
|                          | Mohamed Cheikh Biadillah | PAM                      | 8 468   | 8,48  | 5  |  |  |
|                          | Lahcen Drissi Toubali    | UC                       | 3 576   | 3,58  | 1  |  |  |
|                          | Mohamed El Moqdi         | MP                       | 3 504   | 3,51  | 2  |  |  |
|                          |                          |                          |         |       |    |  |  |
| Total                    | Total                    | Total                    | 173 165 | 100   | 39 |  |  |
| Abstentions              | Abstentions              | Abstentions              | 73 318  | 42,34 |    |  |  |
| Inscrits / Participation | Inscrits / Participation | Inscrits / Participation | 99 847  | 57,66 |    |  |  |

### Par préfecture et province

#### Boujdour
| Parti       | Parti                                               | Suffrage | Suffrage | Sièges | Sièges |
| Parti       | Parti                                               | #        | %        | #      | %      |
| ----------- | --------------------------------------------------- | -------- | -------- | ------ | ------ |
|             | Parti de l'Istiqlal (PI)                            | 5 593    | 32,55    | 3      | 37,50  |
|             | Mouvement populaire (MP)                            | 3 226    | 18,78    | 2      | 25,00  |
|             | Parti authenticité et modernité (PAM)               | 2 258    | 13,14    | 2      | 25,00  |
|             | Union constitutionnelle (UC)                        | 1 805    | 10,51    | 1      | 12,50  |
|             | Rassemblement national des indépendants (RNI)       | 1 095    | 6,37     | 1      | 12,50  |
|             | Parti de la justice et du développement (PJD)       | 1 067    | 6,21     |        |        |
|             | Parti travailliste (PT)                             | 802      | 4,67     |        |        |
|             | Parti démocratique de l'indépendance (PDI)          | 384      | 2,23     |        |        |
|             | Parti du centre social (PCS)                        | 296      | 1,72     |        |        |
|             | Parti de la renaissance et de la vertu (PRV)        | 200      | 1,16     |        |        |
|             | Parti du progrès et du socialisme (PPS)             | 196      | 1,14     |        |        |
|             | Parti de la liberté et de la justice sociale (PLJS) | 137      | 0,80     |        |        |
|             | Front des forces démocratiques (FFD)                | 123      | 0,72     |        |        |
|             |                                                     |          |          |        |        |
| Inscrits    | Inscrits                                            | 26 470   | 100,00   |        |        |
| Abstentions | Abstentions                                         | 9 288    | 35,09    |        |        |
| Exprimés    | Exprimés                                            | 17 182   | 64,91    |        |        |

#### Es-Semara
| Parti       | Parti                                               | Suffrage | Suffrage | Sièges | Sièges |
| Parti       | Parti                                               | #        | %        | #      | %      |
| ----------- | --------------------------------------------------- | -------- | -------- | ------ | ------ |
|             | Parti de l'Istiqlal (PI)                            | 6 159    | 37,08    | 4      | 44,44  |
|             | Parti authenticité et modernité (PAM)               | 3 790    | 22,81    | 3      | 33,33  |
|             | Rassemblement national des indépendants (RNI)       | 3 652    | 21,98    | 2      | 22,22  |
|             | Parti de la justice et du développement (PJD)       | 873      | 5,26     |        |        |
|             | Union constitutionnelle (UC)                        | 858      | 5,16     |        |        |
|             | Fédération de la gauche démocratique (FGD)          | 549      | 3,30     |        |        |
|             | Parti de la liberté et de la justice sociale (PLJS) | 476      | 2,87     |        |        |
|             | Parti du progrès et du socialisme (PPS)             | 165      | 0,99     |        |        |
|             | Front des forces démocratiques (FFD)                | 90       | 0,54     |        |        |
|             |                                                     |          |          |        |        |
| Inscrits    | Inscrits                                            | 26 364   | 100,00   |        |        |
| Abstentions | Abstentions                                         | 9 752    | 36,99    |        |        |
| Exprimés    | Exprimés                                            | 16 612   | 63,01    |        |        |

#### Laâyoune
| Parti       | Parti                                         | Suffrage | Suffrage | Sièges | Sièges |
| Parti       | Parti                                         | #        | %        | #      | %      |
| ----------- | --------------------------------------------- | -------- | -------- | ------ | ------ |
|             | Parti de l'Istiqlal (PI)                      | 31 175   | 53,32    | 11     | 68,75  |
|             | Rassemblement national des indépendants (RNI) | 9 323    | 15,94    | 3      | 18,75  |
|             | Parti de la justice et du développement (PJD) | 6 782    | 11,60    | 2      | 12,50  |
|             | Parti du progrès et du socialisme (PPS)       | 3 116    | 5,33     |        |        |
|             | Union socialiste des forces populaires (USFP) | 2 630    | 4,50     |        |        |
|             | Parti authenticité et modernité (PAM)         | 2 420    | 4,14     |        |        |
|             | Union constitutionnelle (UC)                  | 913      | 1,56     |        |        |
|             | Mouvement démocratique et social (MDS)        | 758      | 1,30     |        |        |
|             | Parti de l'Espoir (PE)                        | 362      | 0,62     |        |        |
|             | Parti marocain libéral (PML)                  | 271      | 0,46     |        |        |
|             | Parti des Néo-Démocrates (PND)                | 263      | 0,45     |        |        |
|             | Parti de la réforme et du développement (PRD) | 198      | 0,34     |        |        |
|             | Front des forces démocratiques (FFD)          | 145      | 0,25     |        |        |
|             | Parti du centre social (PCS)                  | 114      | 0,19     |        |        |
|             |                                               |          |          |        |        |
| Inscrits    | Inscrits                                      | 110 949  | 100,00   |        |        |
| Abstentions | Abstentions                                   | 53 479   | 47,30    |        |        |
| Exprimés    | Exprimés                                      | 58 470   | 52,70    |        |        |

#### Tarfaya
| Parti       | Parti                                         | Suffrage | Suffrage | Sièges | Sièges |
| Parti       | Parti                                         | #        | %        | #      | %      |
| ----------- | --------------------------------------------- | -------- | -------- | ------ | ------ |
|             | Rassemblement national des indépendants (RNI) | 3 522    | 46,45    | 3      | 60,00  |
|             | Parti de l'Istiqlal (PI)                      | 3 046    | 40,17    | 2      | 40,00  |
|             | Parti de la justice et du développement (PJD) | 701      | 9,24     |        |        |
|             | Mouvement populaire (MP)                      | 278      | 3,67     |        |        |
|             | Union socialiste des forces populaires (USFP) | 36       | 0,47     |        |        |
|             |                                               |          |          |        |        |
| Inscrits    | Inscrits                                      | 9 173    | 100,00   |        |        |
| Abstentions | Abstentions                                   | 1 590    | 17,33    |        |        |
| Exprimés    | Exprimés                                      | 7 583    | 82,67    |        |        |

### Répartition des sièges
| Parti | Parti | Es-Semara | Laâyoune | Boujdour | Tarfaya | Total |
| ----- | ----- | --------- | -------- | -------- | ------- | ----- |
|       | PI    | 4         | 11       | 3        | 2       | 20    |
|       | RNI   | 2         | 3        | 2        | 3       | 9     |
|       | PAM   | 3         |          | 2        |         | 5     |
|       | PJD   |           | 2        |          |         | 2     |
|       | MP    |           |          | 2        |         | 2     |
|       | UC    |           |          | 1        |         | 1     |